# إلسي هوست
إلسي هوست (بالنرويجية البوكمول: Else Høst)‏ هي فقيهة لغة نرويجية، ولدت في 1908، وتوفيت في 1996.